# Уайт, Эллен (футболистка)
Эллен Тони Уайт (англ. Ellen Toni White; род. 9 мая 1989, Эйлсбери) — английская футболистка, нападающий. Бронзовый призёр чемпионата мира 2015 года в составе сборной Англии. Участница двух летних Олимпиад (2012 и 2020) в составе объединённой сборной Великобритании.

## Карьера

### Клубная карьера
Отец Эллен Уайт, Джон, управлял футбольной академией в городе Эйлсбери; здесь же она и начала заниматься футболом. Когда Эллен было 8 лет, её заметили скауты лондонского «Арсенала», за который впоследствии на юношеском уровне она выступала до 16 лет.
После перехода в 2005 году в «Челси» Уайт являлась лучшим бомбардиром клуба в течение трёх сезонов. В июне 2008 года она перешла в «Лидс Карнеги», однако спустя несколько месяцев после подписания контракта получила травму крестообразных связок и выбыла на длительный срок. В финале Кубка английской лиги 2009/2010 два гола Уайт помогли «Лидсу» обыграть «Эвертон» и завоевать титул.
В июне 2010 года Уайт с воодушевлением вернулась в «Арсенал» спустя пять лет после ухода из клуба. За три сезона, проведённые в составе канониров, Уайт стала двукратной чемпионкой Англии (2011 и 2012), двукратной обладательницей Кубка Англии (2011 и 2013), а также трижды выигрывала Кубок английской лиги (2011, 2012 и 2013).
По окончании сезона 2013 Уайт перешла в «Ноттс Каунти», однако вновь повредила связки колена и была вынуждена пропустить целый сезон. В январе 2015 года клуб объявил о том, что Эллен вновь приступила к тренировкам. По окончании контракта с «Ноттс Каунти» (который к тому же в апреле 2017 года был расформирован) Уайт перешла в «Бирмингем Сити». В составе нового клуба в 16 матчах чемпионата она отличилась 15 раз, а также забила решающий мяч в ворота «Челси» в послематчевой серии пенальти полуфинальной встречи Кубка Англии 2016/2017; в финале команда из Уэст-Мидлендса в дополнительное время всё же уступила «Манчестер Сити».

### Карьера в сборной

#### Англия
Эллен Уайт защищала цвета английских сборных различных возрастов: до 17, до 19, до 20, до 23 лет. Дебют во взрослой сборной Англии состоялся в марте 2010 года, когда она вышла в конце встречи с австрийками и сразу же забила гол.
В 2011 году Уайт попала в заявку сборной Англии для участия на чемпионате мира. В матче группового этапа против сборной Японии, будущих победительниц турнира, Эллен забила гол, перебросив мяч с линии штрафной площади через вратаря японок. За выдающуюся форму в течение всего года она получила приз лучшей футболистки Англии 2011.
В 2013 году Уайт приняла участие во всех трёх матчах группового этапа чемпионата Европы, однако ни разу не смогла отличиться, а сборная Англии, заняв последнее место в группе, вылетела из турнира.
На чемпионате мира 2015 года, проходившем в Канаде, Уайт неудачно провела первую игру группового этапа против француженок, вследствие чего была заменена на 60-й минуте встречи. В дальнейшем она потеряла место в основном составе команды и выходила на замену лишь в четвертьфинале и полуфинале турнира. В матче за 3-е место против сборной Германии Уайт начала в основном составе, однако забить на чемпионате ей всё же ни разу не удалось; тем не менее англичанкам удалось в дополнительное время превзойти немок и завоевать бронзовые медали турнира.
На мировом первенстве 2019 года, который проходил в июне во Франции, Эллен в первом матче сборной Англии против Шотландии на 40-й минуте забила гол, что в итоге принесло её команде победу (2:1). В третьем матче на групповом раунде против Японии забила два гола и принесла победу своей команде 2:0. В матче 1/8 финала против сборной Камеруна, на 45-й минуте забила гол, а её команда одержала победу — 3:0. В матче четвертьфинала против сборной Норвегии забил гол, а сборная одержала победу 3:0 и вышла в полуфинал. В 1/2 финала, в матче против сборной США она вновь отличилась голом на 19-й минуте, однако англичанки уступили 1:2.

#### Великобритания
В июне 2012 года Эллен Уайт вошла в список игроков объединённой сборной Великобритании для участия в футбольном турнире Олимпийских игр в Лондоне. На Олимпиаде из 5 матчей своей команды она приняла участие в 4, не забив при этом ни разу.